# Antonio Adolfo
Antonio Adolfo Maurity Sabóia (Rio de Janeiro, 10 de fevereiro de 1947) é um pianista, tecladista e compositor brasileiro.

## Biografia[2]
Filho de uma violinista da Orquestra do Teatro Municipal do Rio, carioca de Santa Teresa, aos 16 anos, como pianista, já pertencia ao fechado clube da Bossa Nova.
De volta ao Brasil, em 1977, foi pioneiro da produção independente com o disco "Feito em Casa", do selo Artezanal, vendido por ele mesmo às lojas em 1977. Iniciou assim um movimento parte de uma tendência libertária - a do disco independente - que motivaria o aparecimento de artistas divergentes das leis do mercado tradicional.
Desde 1985, se dedica a sua escola de música, o Centro Musical Antonio Adolfo, além de participar em eventos internacionais como músico e educador, sem deixar de lado sua carreira como intérprete.
Recebeu dois Prêmios Sharp por seus trabalhos Antonio Adolfo e Chiquinha com jazz, respectivamente.

## Publicações
Como autor de material didático, lançou no Brasil sete livros pela editora Lumiar, além de um video-aula e dois livros sobre música brasileira no exterior. Durante oito anos foi o representante do IAJE (International Association For jazz Education) para a América Latina.
Recentemente Antonio Adolfo voltou a se apresentar com mais frequencia em shows, seja em formato piano solo ou em grupo. De uma de suas apresentacoes com a filha Carol Saboya, em uma Universidade dos Estados Unidos nasceu seu mais recente trabalho em CD, lancado no Brasil e no Exterior: Antonio Adolfo & Carol Saboya Ao vivo/Live.

## Carreira
Começou a estudar música na infância, e no início dos anos 60 passou a freqüentar os ambientes cariocas onde se tocava jazz e bossa nova. Em 1964 montou o Trio 3-D para encenar o musical "Pobre Menina Rica", de Vinicius de Moraes e Carlos Lyra.
Participou como compositor dos festivais de música popular, obtendo sucesso com "Sá Marina" em 1968 e no ano seguinte com "Juliana" (parceria com Tibério Gaspar), interpretada pelo conjunto A Brazuca, do qual fazia parte.
Em 1969, sua carreira é impulsionada por Maysa. Com quem trabalhou em parte dos arranjos do seu LP intitulado simplesmente Maysa. Além de responder por parte dos arranjos do disco, Antonio Adolfo ainda teve quatro canções de sua autoria gravadas por Maysa naquele álbum, lançado em 1969.
Em 1970 vence a Fase Nacional do V Festival Internacional da Canção, com a música BR-3 interpretada por Tony Tornado, composta em parceria com Tibério Gaspar. Trata-se de uma canção soul nos moldes de James Brown.
Acompanhou Elis Regina em turnê à Europa um pouco depois, e nos anos 70 esteve nos Estados Unidos tocando e estudando, influenciado principalmente pela linguagem do jazz.
Fundou em 1985 uma escola no Rio de Janeiro - o Centro Musical Antonio Adolfo. Além de manter o centro musical, atua como arranjador, produtor, compositor e pianista.
Em 2016, foi indicado ao Grammy Latino de Melhor Álbum de Jazz Latino por seu álbum Tropical Infinito. No ano seguinte, foi indicado novamente na mesma categoria, desta vez pelo álbum Hybrido/From Rio to Wayne Shorter. Em 2021, recebeu sua terceira indicação na categoria, desta vez pelo álbum Bruma: Celebrating Milton Nascimento, que foi indicado ainda na categoria de Melhor Engenharia.